# Gran Premi del Japó del 1998
Resultats del Gran Premi del Japó de Fórmula 1 de la temporada 1998 disputat al circuit de Suzuka l'1 de novembre del 1998.

## Resultats
| Pos | No | Pilot                 | Equip                  | Voltes | Temps/ Retirada  | Pos. de sortida | Punts |
| --- | -- | --------------------- | ---------------------- | ------ | ---------------- | --------------- | ----- |
| 1   | 8  | Mika Häkkinen         | McLaren - Mercedes     | 51     | 1h 27' 23. 4     | 2               | 10    |
| 2   | 4  | Eddie Irvine          | Ferrari                | 51     | + 6.491 s        | 4               | 6     |
| 3   | 7  | David Coulthard       | McLaren - Mercedes     | 51     | + 27.662 s       | 3               | 4     |
| 4   | 9  | Damon Hill            | Jordan - Mugen - Honda | 51     | + 1' 13.491 min. | 8               | 3     |
| 5   | 2  | Heinz-Harald Frentzen | Williams - Mecachrome  | 51     | + 1' 13.857 min. | 5               | 2     |
| 6   | 1  | Jacques Villeneuve    | Williams - Mecachrome  | 51     | + 1' 15.867 min. | 6               | 1     |
| 7   | 14 | Jean Alesi            | Sauber - Petronas      | 51     | + 1' 36.053 min. | 12              |       |
| 8   | 5  | Giancarlo Fisichella  | Benetton - Playlife    | 51     | + 1' 41.302 min. | 10              |       |
| 9   | 6  | Alexander Wurz        | Benetton - Playlife    | 50     | + 1 Volta        | 9               |       |
| 10  | 15 | Johnny Herbert        | Sauber - Petronas      | 50     | + 1 Volta        | 11              |       |
| 11  | 11 | Olivier Panis         | Prost - Peugeot        | 50     | + 1 Volta        | 13              |       |
| 12  | 12 | Jarno Trulli          | Prost - Peugeot        | 48     | + 3 Voltes       | 14              |       |
| Ret | 22 | Shinji Nakano         | Minardi - Ford         | 40     | Accelerador      | 20              |       |
| Ret | 3  | Michael Schumacher    | Ferrari                | 31     | Punxada          | 1               |       |
| Ret | 21 | Toranosuke Takagi     | Tyrrell - Ford         | 28     | Col·lisió        | 17              |       |
| Ret | 23 | Esteban Tuero         | Minardi - Ford         | 28     | Col·lisió        | 21              |       |
| Ret | 18 | Rubens Barrichello    | Stewart - Ford         | 25     | Hidràulics       | 16              |       |
| Ret | 19 | Jos Verstappen        | Stewart - Ford         | 21     | Caixa canvi      | 19              |       |
| Ret | 17 | Mika Salo             | Arrows                 | 14     | Hidràulics       | 15              |       |
| Ret | 10 | Ralf Schumacher       | Jordan - Mugen - Honda | 13     | Motor            | 7               |       |
| Ret | 16 | Pedro Diniz           | Arrows                 | 2      | Virolla          | 18              |       |
| NVQ | 20 | Ricardo Rosset        | Tyrrell                |        |                  |                 |       |

## Altres
- Pole: Michael Schumacher 1' 36. 293

- Volta ràpida: Michael Schumacher 1' 40. 190 (a la volta 19)